# Иуда (фильм, 2013)
«Иуда» — второй полнометражный художественный фильм режиссёра Андрея Богатырёва. Производством картины занималась компания «АБС», продюсер фильма — Татьяна Воронецкая.
Фильм участвовал в конкурсной программе 35-го Московского международного кинофестиваля. Алексей Шевченков, исполнивший главную роль в фильме, был награждён призом «Серебряный Святой Георгий» За лучшую мужскую роль.

## Сюжет
Экранизация повести Леонида Андреева «Иуда Искариот». История о взаимоотношениях Иисуса Христа и апостолов, один из которых, вор Иуда, стал величайшим предателем в истории.

## Съёмочная группа
- Режиссёр-постановщик: Андрей Богатырёв
- Сценарист: Всеволод Бенигсен
- Оператор-постановщик: Дмитрий Мальцев
- Художник-постановщик: Александр Телин
- Композиторы: Сергей Соловьев, Дмитрий Курляндский
- Художник по костюмам: Наталья Дзюбенко
- Ассистент по актёрам: Анастасия Питель
- Продюсеры:
  - Татьяна Воронецкая
  - Елена Белова
- Исполнительный продюсер: Мария Эль

## В ролях
- Алексей Шевченков — Иуда
- Сергей Фролов — Фома
- Андрей Барило — Иисус
- Иван Добронравов — Матфей
- Ольга Сташкевич — Мария Магдалина
- Алексей Боченин — Иоанн
- Константин Самоуков — Петр
- Вадим Яковлев — Анна
- Ольга Аксенова — куртизанка
- Максим Дугишов — Варфоломей
- Андрей Богатырёв — мастер корзинок
- Андрей Копытов — Андрей
- Сергей Фетисов — Пилат

## Интересные факты
- Фильм «Иуда» вошёл в конкурсную программу 35-го ММКФ[2].
- Фильм снимался на Мальте.